# Łanczyn (przystanek kolejowy)
Łanczyn (ukr. Ланчин, ros. Ланчин) – przystanek kolejowy w miejscowości Łanczyn, w rejonie nadwórniańskim, w obwodzie iwanofrankiwskim, na Ukrainie. Położony jest na linii Kołomyja – Delatyn.
Przed II wojną światową stacja kolejowa. W późniejszym okresie została zdegradowana do roli przystanku.